# Springtime
Springtime är en årlig löptävling i Helsingborg med distanserna 5 km och 10 km. Tävlingen startades 1981 och arrangeras av IFK Helsingborg, Helsingborgs Dagblad, SOLID, Helsingborgs Citysamverkan och Helsingborgs stad. Vid 2013 års upplaga lockade tävlingen 3 840 deltagare. Loppet är öppet för damer och herrar, elitlöpare, klubbar, företag och motionärer. Därutöver finns för barn upp till 12 år ett så kallat minispringtime, vars sträckning är 1 engelsk mil, d.v.s. 1 609 meter. 

## Historik
Tävlingen startades på initiativ av radiohandlaren Lars Herrlin. Han kontaktade dåvarande chefredaktören på Helsingborgs Dagblad, Lars Wilhelmsson, och tillsammans med representanter för IFK Helsingborg och de handlande på Kullagatan möttes man hemma hos Herrlin där en kommitté bildades. IFK Helsingborg-aktive Olof Nilsson utsågs till ledare för tävlingen. Premiär hade loppet den 17 maj 1981 och den första tävlingen lockade 1 200 deltagare. Under mitten av 1980-talet lockade tävlingen årligen runt 4 000 deltagare. Bland vinnarna under dessa år sågs bland andra Tommy Persson, Hans Segerfeldt, Dan Glans och Evy Palm. Fram till 2014 har 70 000 löpare genomfört Springtime.

## Sträckan
Det nuvarande 10 km-loppet startar på Henry Dunkers plats och går via Gröningen och Strandvägen norrut längs Öresundskusten, för att sedan svänga upp i Pålsjöravinen, som via Dag Hammarskjölds väg (brant uppförsbacke), Weilandersgatan, M Gülichs gata och Christer Boijes väg tar löparna genom Pålsjö skog upp på landborgsplatån. Därefter  via bl.a. Romares väg, Johan Banérs gata, Randersgatan, F.M. Franzéns gata, Pålsjögatan, Stampgatan, Mäster Ernsts gata, Villatomtsvägen, Bomgränden, Långvinkelsgatan (brant uppförsbacke) och Torngränden genom stadsdelarna Tågaborg, Stattena och Slottshöjden för att sedan löpa genom Slottshagen och ner för Bergaliden (brant nedförsbacke), norrut längs Södra och Norra Storgatan och Fågelsångsgatan, för att vid Sankt Jörgens plats vända söderut längs Kullagatan och gå i mål vid Stortorget.
5 km-loppet har samma startplats, men istället för att följa kusten norrut vänder detta strax efter start upp för Tågagatan (brant uppförsbacke), följer denna till Stampgatan och ansluter där till samma sträcka som 10km-loppet.

## Vinnare
Den gröna färgen:
      Banrekord

### Herrar
| År   | Vinnare               | Land           | Tid   |
| ---- | --------------------- | -------------- | ----- |
| 1981 | Tommy Persson         | Sverige        |       |
| 1982 | Hans Segerfeldt       | Sverige        | 29:00 |
| 1983 | Chris Buckley         | Storbritannien | 30:19 |
| 1984 | Dan Glans             | Sverige        | 29:33 |
| 1985 | Lars Eriksson         | Sverige        | 29:08 |
| 1986 | Jan Hagelbrand        | Sverige        | 29:05 |
| 1987 | Lars-Erik Nilsson     | Sverige        | 28:16 |
| 1988 | Stanley Mandebele     | Zimbabwe       | 28:44 |
| 1989 | Christian Wolfsberg   | Danmark        | 29:57 |
| 1990 | Pär Wallin            | Sverige        | 29:36 |
| 1991 | Kari Niemelä          | Sverige        | 29:27 |
| 1992 | Zacharia Gwandu       | Tanzania       | 29:25 |
| 1993 | William Musyoki       | Kenya          | 28:25 |
| 1994 | Winstom Muzumi        | Zimbabwe       | 28:19 |
| 1995 | Andrew Sambu          | Tanzania       | 29:05 |
| 1996 | Kåre Sörensen         | Danmark        | 29:24 |
| 1997 | Åke Eriksson          | Sverige        | 30:23 |
| 1998 | Lars Axelsson         | Sverige        | 30:28 |
| 1999 | Geoffrey Tanui        | Kenya          | 30:03 |
| 2000 | Mtibani Julius        | Tanzania       | 30:56 |
| 2001 | Geoffrey Tanui        | Kenya          | 31:07 |
| 2002 | John Olsson           | Sverige        | 31:32 |
| 2003 | Andreas Carlborg      | Sverige        | 30:52 |
| 2004 | Andreas Carlborg      | Sverige        | 30:59 |
| 2005 | Lars Johansson        | Sverige        | 30:45 |
| 2006 | Anders Szalkai        | Sverige        | 30:51 |
| 2007 | Erik Pettersson       | Sverige        | 30:05 |
| 2008 | Laban Siro            | Kenya          | 30:53 |
| 2009 | Markus Pettersson     | Sverige        | 32:09 |
| 2010 | Lars Johansson        | Sverige        | 30:29 |
| 2011 | Lars Johansson        | Sverige        | 30:38 |
| 2012 | Otmane Btaime         | Sverige        | 31:03 |
| 2013 | Hans Larsson          | Sverige        | 32:49 |
| 2014 | Samir Ait             | Marocko        | 31:30 |
| 2015 | Lars Johansson        | Sverige        | 31:34 |
| 2016 | Lars Johansson        | Sverige        | 32:04 |
| 2017 | Jesper van der Wielen | Nederländerna  | 31:26 |
| 2018 | Lars Johansson        | Sverige        | 32:15 |
| 2019 | Samuel Russom         | Sverige        | 32:33 |

### Damer
| År   | Vinnare              | Land     | Tid   |
| ---- | -------------------- | -------- | ----- |
| 1981 | Gunilla Rehnström    | Sverige  |       |
| 1982 | Susanne Wigow        | Sverige  | 36:33 |
| 1983 | Susanne Wigow        | Sverige  | 36:21 |
| 1984 | Susanne Wigow        | Sverige  | 36:53 |
| 1985 | Kristina Ljungberg   | Sverige  | 34:24 |
| 1986 | Evy Palm             | Sverige  | 34:48 |
| 1987 | Tuulikki Räisänen    | Sverige  | 35:23 |
| 1988 | Annika Lindström     | Sverige  | 34:18 |
| 1989 | Lisbeth Espersen     | Danmark  | 38:11 |
| 1990 | Lisbeth Espersen     | Danmark  | 36:44 |
| 1991 | Camilla Benjaminsson | Sverige  | 33:42 |
| 1992 | Alexandra Wohltat    | Sverige  | 36:39 |
| 1993 | Olga Mitchourina     | Ryssland | 36:44 |
| 1994 | Sara Romé            | Sverige  | 33:52 |
| 1995 | Jane Salumäe         | Estland  | 32:44 |
| 1996 | Ing-Marie Nilsson    | Sverige  | 34:13 |
| 1997 | Ing-Marie Nilsson    | Sverige  | 34:52 |
| 1998 | Ing-Marie Nilsson    | Sverige  | 35:34 |
| 1999 | Ing-Marie Eriksson   | Sverige  | 35:49 |
| 2000 | Helene Willix        | Sverige  | 35:20 |
| 2001 | Susanne Johansson    | Sverige  | 35:40 |
| 2002 | Susanne Johansson    | Sverige  | 36:26 |
| 2003 | Helena Willix        | Sverige  | 35:44 |
| 2004 | Linda Ek             | Sverige  | 38:33 |
| 2005 | Catharina Källkvist  | Sverige  | 39:59 |
| 2006 | Isabella Amoro       | Kenya    | 35:28 |
| 2007 | Isabella Andersson   | Sverige  | 37:04 |
| 2008 | Isabella Andersson   | Sverige  | 32:53 |
| 2009 | Isabella Andersson   | Sverige  | 34:16 |
| 2010 | Camilla Lindholm     | Sverige  | 36:12 |
| 2011 | Camilla Lindholm     | Sverige  | 37:29 |
| 2012 | Dorcas Cheresen      | Sverige  | 35:47 |
| 2013 | Dorcas Cheresen      | Sverige  | 35:53 |
| 2014 | Nora Falaki          | Sverige  | 35:38 |
| 2015 | Maria Sandström      | Sverige  | 36:42 |
| 2016 | Anna Bjurman         | Sverige  | 36:49 |
| 2017 | Sarah Lahti          | Sverige  | 33:12 |
| 2018 | Annika Faager        | Sverige  | 36:50 |
| 2019 | Annika Faager        | Sverige  | 35:51 |